# مطموط متوج أصهب
مطموط متوج أصهب (الاسم العلمي: Baryphthengus ruficapillus) (بالإنجليزية: Rufous-capped Motmot)‏ هو نوع من الطيور يتبع جنس المطموط المقنع من الفصيلة المطموطية.